# Kubok Federacii SSSR 1986
La Coppa delle Federazioni sovietiche 1986 (in russo Кубок Федерации СССР?) fu la 1ª edizione del trofeo. Vide la vittoria finale del Dnepr, che così conquistò il suo primo titolo.

## Formula
Erano iscritte tutte le formazioni partecipanti alla Vysšaja Liga 1986. Le 16 squadre furono divise in quattro gironi da quattro squadre: in ciascun girone si disputavano gare di sola andata (tre incontri per squadra, ogni squadra poteva disputare una o due partite in casa), assegnando due punti per la vittoria, uno per il pareggio e zero per la sconfitta.
Le quattro vincitrici dei quattro gironi erano ammesse alle semifinali, anch'esse giocate su gare di sola andata, così, come la finale, giocata però in campo neutro.

## Prima fase

### Girone A

#### Classifica finale
|  | Pos. | Squadra           | Pt | G | V | N | P | GF | GS | DR |
|  | ---- | ----------------- | -- | - | - | - | - | -- | -- | -- |
|  | 1.   | Ararat            | 4  | 3 | 2 | 0 | 1 | 5  | 4  | +1 |
|  | 2.   | Neftçi Baku       | 3  | 3 | 1 | 1 | 1 | 4  | 5  | -1 |
|  | 3.   | Dinamo Tbilisi    | 3  | 3 | 1 | 1 | 1 | 2  | 1  | +1 |
|  | 4.   | T'orp'edo Kutaisi | 2  | 3 | 0 | 2 | 1 | 3  | 4  | -1 |

- Ammesso alla seconda fase: Ararat

#### Risultati
| 1ª giornata                    | 21 settembre 1986 |
|                                |                   |
| Neftçi Baku-Ararat             | 1-2               |
| Torpedo Kutaisi-Dinamo Tbilisi | 0-0               |

| 2ª giornata                | 28 settembre 1986 |
|                            |                   |
| Ararat-Torpedo Kutaisi     | 2-1               |
| Dinamo Tbilisi-Neftçi Baku | 0-1               |

| 3ª giornata                 | 12 ottobre 1986 |
|                             |                 |
| Dinamo Tbilisi-Ararat       | 2-0             |
| Neftçi Baku-Torpedo Kutaisi | 2-2             |

### Girone B

#### Classifica finale
|  | Pos. | Squadra       | Pt | G | V | N | P | GF | GS | DR |
|  | ---- | ------------- | -- | - | - | - | - | -- | -- | -- |
|  | 1.   | Spartak Mosca | 5  | 3 | 2 | 1 | 0 | 4  | 1  | +3 |
|  | 2.   | Torpedo Mosca | 4  | 3 | 2 | 0 | 1 | 3  | 2  | +1 |
|  | 3.   | Qairat        | 2  | 3 | 1 | 0 | 2 | 2  | 2  | +0 |
|  | 4.   | Dinamo Mosca  | 1  | 3 | 0 | 1 | 2 | 1  | 5  | -4 |

- Ammesso alla seconda fase: Spartak Mosca

#### Risultati
| 1ª giornata                | 22 e 23 settembre 1986 |
|                            |                        |
| Dinamo Mosca-Spartak Mosca | 1-1                    |
| Torpedo Mosca-Qaýrat       | 1-0                    |

| 2ª giornata                | 26 e 27 settembre 1986 |
|                            |                        |
| Spartak Mosca-Qaýrat       | 1-0                    |
| Dinamo Mosca-Torpedo Mosca | 0-2                    |

| 3ª giornata                | 12 ottobre 1986 |
|                            |                 |
| Spartk Mosca-Torpedo Mosca | 2-0             |
| Qaýrat-Dinamo Mosca        | 2-0             |

### Girone C

#### Classifica finale
|  | Pos. | Squadra     | Pt | G | V | N | P | GF | GS | DR |
|  | ---- | ----------- | -- | - | - | - | - | -- | -- | -- |
|  | 1.   | Dnepr       | 5  | 3 | 2 | 1 | 0 | 7  | 2  | +5 |
|  | 2.   | Čornomorec' | 3  | 3 | 1 | 1 | 1 | 4  | 5  | -1 |
|  | 3.   | Šachtar     | 3  | 3 | 1 | 1 | 1 | 3  | 4  | -1 |
|  | 4.   | Dinamo Kiev | 1  | 3 | 0 | 1 | 2 | 4  | 7  | -3 |

- Ammesso alla seconda fase: Dnepr

#### Risultati
| 1ª giornata         | 21 e 22 settembre 1986 |
|                     |                        |
| Šachtar-Čornomorec' | 1-1                    |
| Dinamo Kiev-Dnepr   | 2-2                    |

| 2ª giornata         | 26 settembre 1986 |
|                     |                   |
| Dnepr-Čornomorec'   | 3-0               |
| Dinamo Kiev-Šachtar | 1-2               |

| 3ª giornata             | 12 ottobre 1986 |
|                         |                 |
| Dnepr-Šachtar           | 2-0             |
| Čornomorec'-Dinamo Kiev | 3-1             |

### Girone D

#### Classifica finale
|  | Pos. | Squadra          | Pt | G | V | N | P | GF | GS | DR |
|  | ---- | ---------------- | -- | - | - | - | - | -- | -- | -- |
|  | 1.   | Zenit Leningrado | 4  | 3 | 2 | 0 | 1 | 3  | 1  | +2 |
|  | 2.   | Metalist         | 4  | 3 | 2 | 0 | 1 | 8  | 2  | +6 |
|  | 3.   | Žalgiris         | 3  | 3 | 1 | 1 | 1 | 3  | 8  | -5 |
|  | 4.   | Dinamo Minsk     | 1  | 3 | 0 | 1 | 2 | 1  | 4  | -3 |

- Ammesso alla seconda fase: Zenit Leningrado

#### Risultati
| 1ª giornata                   | 21 e 22 settembre 1986 |
|                               |                        |
| Metalist-Žalgiris Vilnius     | 7-1                    |
| Dinamo Minsk-Zenit Leningrado | 0-2                    |

| 2ª giornata                   | 26 settembre 1986 |
|                               |                   |
| Dinamo Minsk-Žalgiris Vilnius | 1-1               |
| Zenit Leningrado-Metalist     | 1-0               |

| 3ª giornata                       | 12 ottobre 1986 |
|                                   |                 |
| Žalgiris Vilnius-Zenit Leningrado | 1-0             |
| Metalist-Dinamo Minsk             | 1-0             |

## Seconda fase

### Semifinali
Partite disputate il 26 e il 27 ottobre 1986.
| Squadra 1        | Risultato | Squadra 2     |
| ---------------- | --------- | ------------- |
| Zenit Leningrado | 1 – 0     | Ararat        |
| Dnepr            | 4 – 0     | Spartak Mosca |

### Finale
| Kišinëv 4 novembre 1986, ore ?:?                            | Dnepr     | 2 – 0 referto | Zenit Leningrado | Respublikanskij Stadion (20.000 spett.) |
| \| \| \| \| \| Lytovčenko 70’ Ljutyj 87’ \| Marcatori \| \| |           |               |                  |                                         |
|                                                             |           |               |                  |                                         |
| Lytovčenko 70’ Ljutyj 87’                                   | Marcatori |               |                  |                                         |